# Diplectrona fasciata
Diplectrona fasciata är en nattsländeart som först beskrevs av Georg Ulmer 1905.  Diplectrona fasciata ingår i släktet Diplectrona och familjen ryssjenattsländor. Utöver nominatformen finns också underarten D. f. stigmatica.